# Machaeranthera coulteri
Machaeranthera coulteri là một loài thực vật có hoa trong họ Cúc. Loài này được (A.Gray) B.L.Turner & D.B.Horne mô tả khoa học đầu tiên năm 1964.